# Veghel-Zuid
Veghel-Zuid is een wijk in het Noord-Brabantse Veghel. In de wijk liggen de buurten Scheifelaar, 't Zuid en winkelcentrum De Boekt.

## Ligging
De wijk Veghel-Zuid ligt in het zuiden van de kern Veghel. Het grenst in het noorden aan Veghel-Centrum met als grens de voormalige rijksweg N265. Ten westen grenst de wijk aan rivier de Aa en de wijk Leest. Ten oosten grenst het aan de buurtschappen Beukelaar en Heuvel met de N616 als grens, en ten zuiden grenst het aan de buurtschap Havelt.

## Geschiedenis

### Het oudste deel van Veghel?
Veghel-Zuid ligt ter plaatse van een voormalig uitgestrekt akkergebied. Dit heeft de archeologie in de afgelopen jaren geprikkeld om onderzoek te doen naar de aanwezigheid van oude vroeg middeleeuwse kernen in het gebied. Van Asseldonk (2010) en Huijbers (2010) wijzen beide op de grote waarschijnlijkheid dat de oudste kerk van Veghel in de buurt van het aan 't Zuid grenzende Scheifelaar stond. Hier staat het gebied bekend als Akert (een collectief van 'akker') waarmee men in het algemeen een groot landbouwcomplex nabij een nederzetting aanduidde. Ook lag vlakbij het in 1520 genoemde 'Alden kerkhof' en bevond zich ter plaatse van de huidige Mestbrug een oversteekplaats in de Aa. Bij de Mestbrug in de woonwijk 't Zuid zijn in juni 2010 een flink aantal stenen funderingen opgegraven die wijzen op de voormalige aanwezigheid van een versterkt huis, een molen of een kerk. Ter plaatse van het huidige winkelcentrum De Boekt lag bovendien de Laarakker, een groot perceel dat tot het oudste bezit van de Veghelse kerk gerekend kan worden. Van Asseldonk wijst op de inmiddels uit archeologisch onderzoek gebleken gebruikelijkheid om in de periode 1000-1200 nederzettingen te verplaatsen. Ook Huijbers suggesteert, dat de kerk én de nederzetting Veghel in de tiende eeuw naar de huidige ligging verplaatst zijn en dat ook de bebouwing van Havelt zich concentreerde rond haar huidige ligging. Het zou dan in deze periode zijn geweest, waarin Veghel-Zuid veranderde in overwegend akkergebied.

### Veghel-Zuid vanaf de Middeleeuwen
Het voormalige akkergebied van Veghel-Zuid behoorde tot een aantal zeer oude Veghelse tiendklampen. Belangrijke toponiemen uit deze tijd zijn Boekt en Tillaar. Laatstgenoemde is zelfs de achternaam geworden van de zeer uitgebreide Veghelse familie Van den Tillaart. Het gebied Tillaar werd vanaf de negentiende eeuw aangeduid met de benaming 't Zeelstje. Dit was ook de naam van het karakteristieke Meierijse huisje, dat bij de bouw van de woonwijk Het Zuid rond 1965 gesloopt werd. Daarbij onderging ook het akker- en beemdlandschap met haar typische  Meierijse populierenlanen een rigoureuze gedaanteverandering.

### Bouw en ontwikkeling van de woonwijk
Bij de bouw van de woonwijk 't Zuid werd het complete oude cultuurlandschap op de schop genomen en omgezet in eengezinswoningen en flats. Een groot gedeelte van de wijk bestond uit huurwoningen, die in de loop van de tijd verkocht zijn. Er is dan ook een grote variatie aan koopwoningen te vinden. Opvallend was de bouw van de -voor Veghelse begrippen- hoge flatgebouwen langs de Aa. Het winkelcentrum De Boekt vormt met het wijkgebouw De Golfstroom en enkele basisscholen een tamelijk gevarieerd voorzieningenaanbod. Eind jaren 90 werden de flats gerenoveerd en deels omgezet als zorgflat in combinatie met het verzorgingstehuis Aatrium.
Veghel-Zuid ligt tegen de strategische herstructureringslocatie Sluisstraat-Rembrandtboulevard; grotendeels ter plaatse van de voormalige N265. Met het verdwijnen van deze verkeersbarrière tussen het centrum en de wijken Veghel-Zuid en De Leest, wordt de geïsoleerde ligging van de wijk grotendeels weggenomen en kan er een betere ontsluiting van de wijk plaatsvinden.
Het gebied langs de oevers van de Aa, heeft aanpassingen ondergaan als onderdeel van het Masterplan de Aa, waaronder het aanleggen van nieuwe voet- en fietspaden, het aanleggen van poelen, en verkreeg daarmee een hogere ecologische en recreatieve waarde.